# St. Erasmus (Echerschwang)

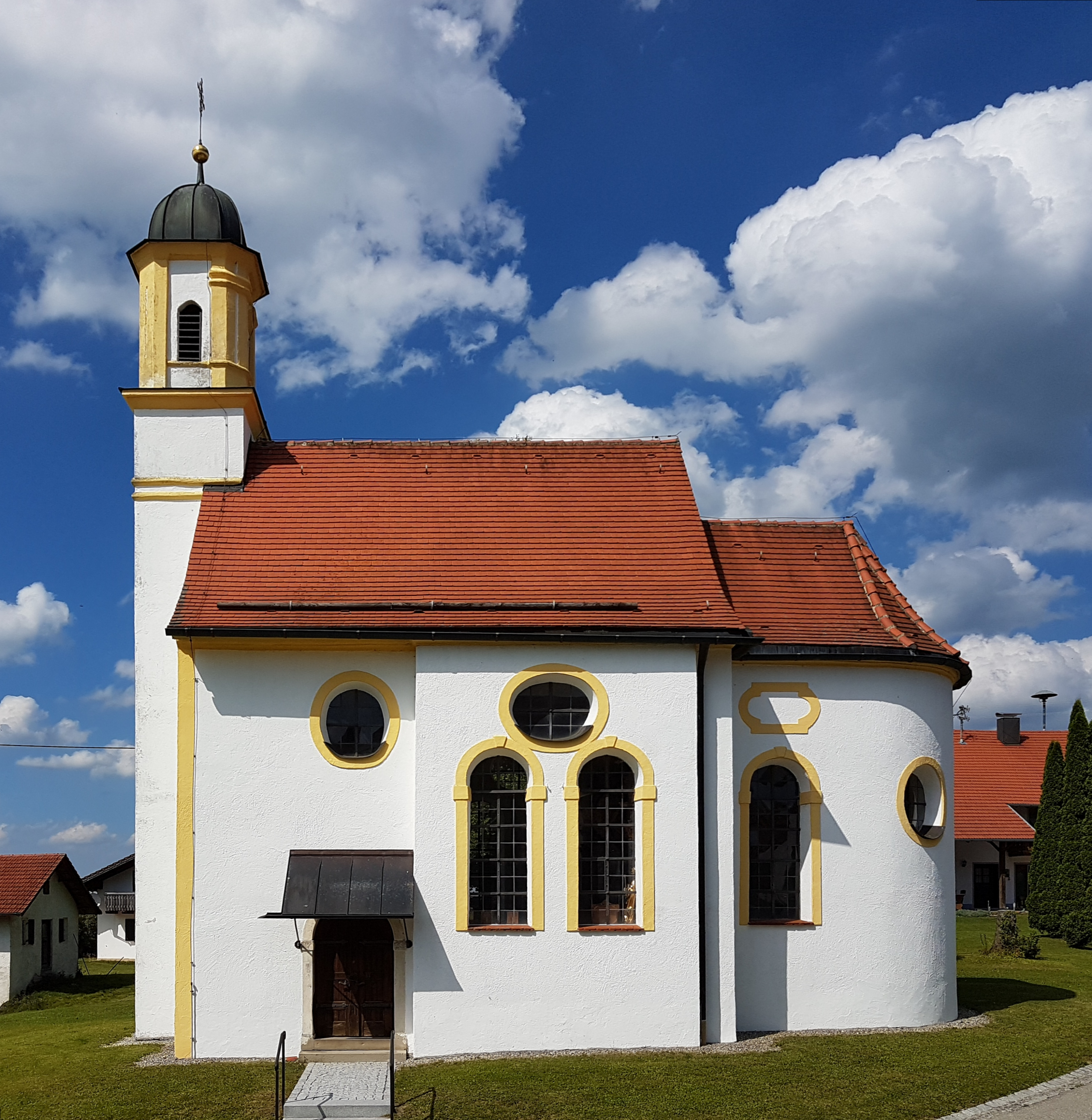
St. Erasmus in Echerschwang

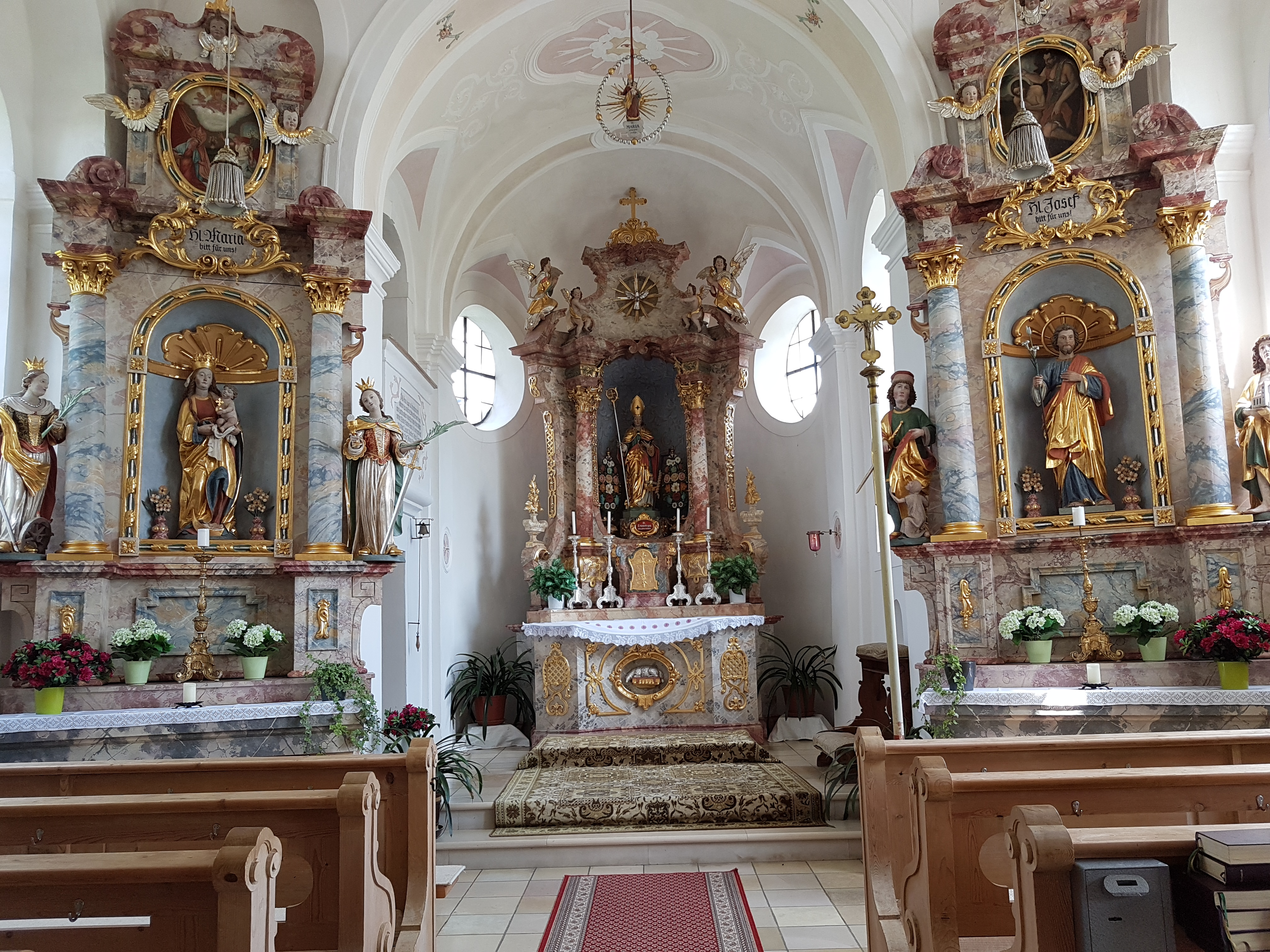
Innenraum

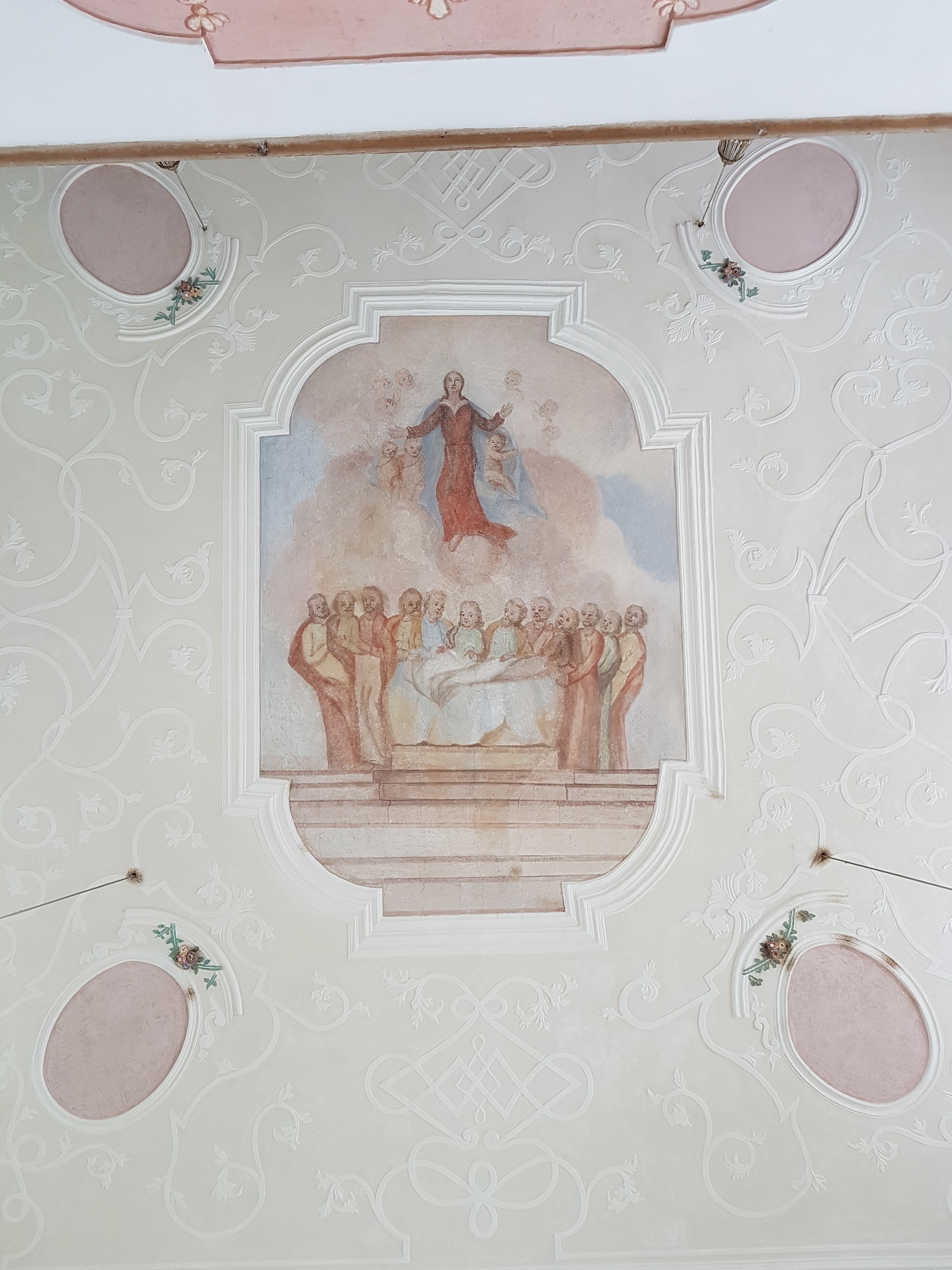
Langhaus-Deckenbild: Mariä Himmelfahrt

Die römisch-katholische Kapelle St. Erasmus steht in Echerschwang, einem Gemeindeteil von Bernbeuren im oberbayerischen Landkreis Weilheim-Schongau. Sie steht als Baudenkmal mit der Nummer D-1-90-114-34 unter Denkmalschutz und gehört zum Dekanat Weilheim-Schongau des Bistums Augsburg.

## Baubeschreibung
Die Kapelle wurde 1730/31 wahrscheinlich nach einem Entwurf von Johann Georg Fischer anstelle einer 1649 erbauten Votivkirche errichtet. Sie besteht aus einem Langhaus, einem eingezogenen, halbrund geschlossenen Chor im Osten und einem Kirchturm auf quadratischem Grundriss im Westen, dessen achteckiges Obergeschoss den Glockenstuhl beherbergt und der mit einer Glockenhaube bedeckt ist. Die Sakristei mit dem darüber liegenden Oratorium befindet sich an der Nordwand des Chors. 

## Ausstattung
Der Hochaltar stammt aus der Erbauungszeit. Vom Chorbogen hängt eine kleine Rosenkranzmadonna herab.
Die Seitenaltäre  wurden aus der alten Votivkirche übernommen und enthalten teilweise nochmals ältere Figuren. Im Zentrum des Marienaltars (links) steht eine spätgotische Mondsichelmadonna (frühes 16. Jh.), flankiert von den Märtyrerinnen und Nothelferinnen Katharina (mit Rad, Schwert und Palmwedel) und Barbara (mit einem Kelch, Schwert und Palmwedel). Das Auszugsbild zeigt die Verkündigung an Maria. Der Josefsaltar (rechts) ist ausgestattet mit einer Statue des hl. Josef  und zwei spätgotischen Figuren des hl. Martin (mit Schwert, Bettler und angedeuteter Mantelteilung) sowie des hl. Kaisers Heinrich II. (mit Szepter und Kirchenmodell) (beide frühes 16. Jh.). Im Auszugsbild ist die Taufe Jesu im Jordan dargestellt.
Das in „provinziellem“ Stil gemalte Deckenbild im Langhaus wurde 1981 wieder freigelegt und zeigt die Aufnahme Mariens in den Himmel über den staunend am Sterbebett zurückbleibenden Aposteln. Der umgebende Bandelwerkstuck der Flachdecke wird Johann Georg Vogel zugeschrieben. Die vier kleinen, für Medaillonbilder vorgesehenen Felder in den Ecken der Decke sind leer. 